# Kouloudia
Kouloudia est une sous-préfecture de la province du Lac, au Tchad. Elle est située à une centaine de kilomètres de la capitale N'djamena. 